# Los Algarrobos (Panama, Veraguas)
Pour les articles homonymes, voir Los Algarrobos.
Los Algarrobos est un corregimiento situé dans le district de Santiago, province de Veraguas, au Panama. En 2010, la localité comptait 5 490 habitants.